# Schwarzkopf-Phoebetyrann

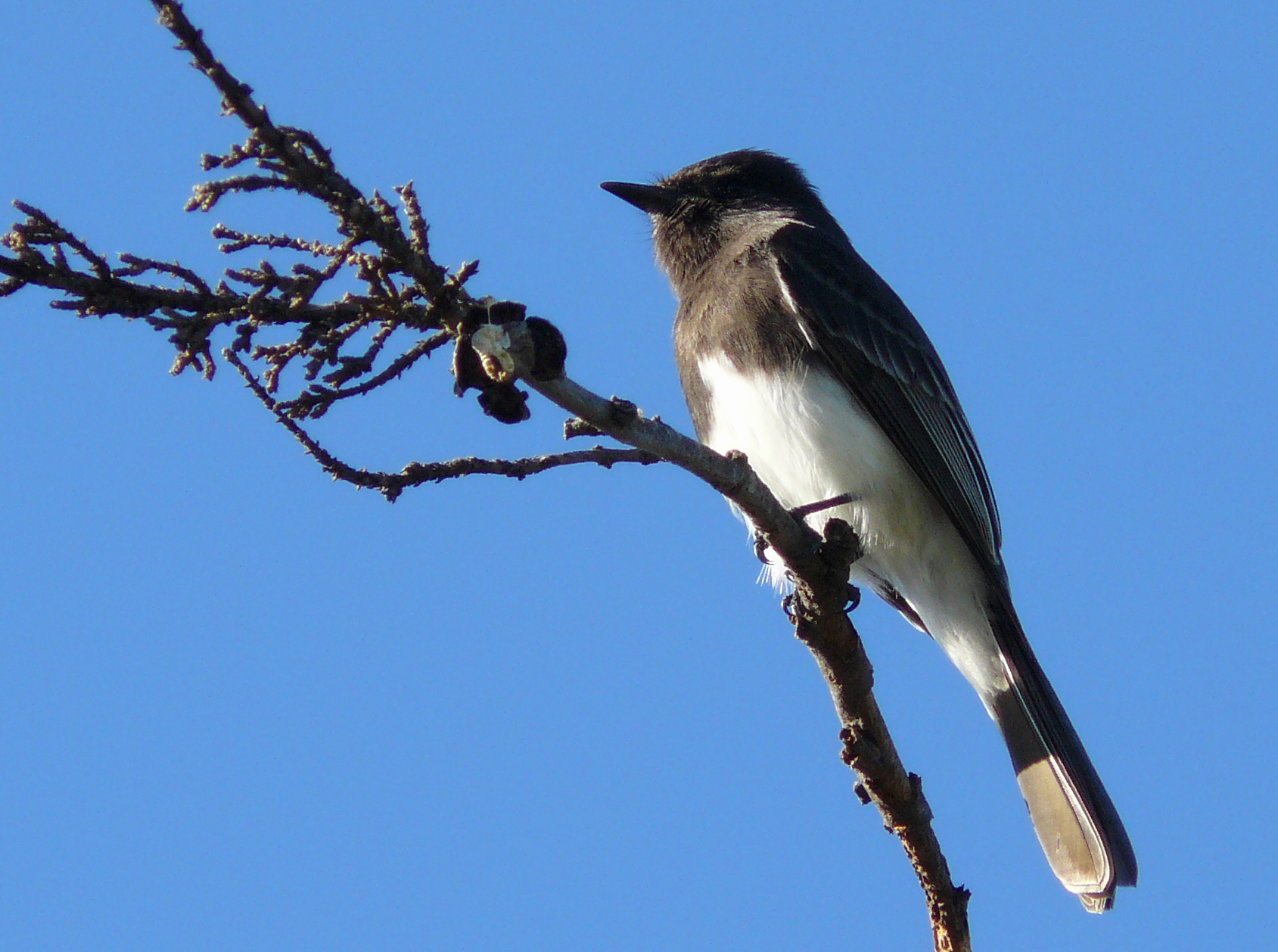

Der Schwarzkopf-Phoebetyrann (Sayornis nigricans) ist ein amerikanischer Schreivogel.

## Merkmale
Der 16 cm lange Schwarzkopf-Phoebetyrann ist weitgehend schwarz gefärbt, nur Bauch und Steiß sind weiß.
Die aufrechte Haltung des sitzenden Vogels und der lange, gestelzte Schwanz sind weitere Merkmale.

## Vorkommen
Der Vogel lebt in offenen Gebieten in Wassernähe vom Südwesten Nordamerikas über Mittelamerika bis nach Bolivien und Nordwestargentinien.

## Verhalten
Der Schwarzkopf-Phoebetyrann späht von einer Warte in Wassernähe aus nach Insekten, die er im Flug jagt. Gelegentlich fängt er auch kleine Fische im seichten Wasser.

## Fortpflanzung
In einem Schalennest aus Lehmklumpen und Gras, das oft auf einem Felsabsatz in Wassernähe gebaut wird, werden zwei bis sechs Eier zwei bis drei Wochen lang bebrütet. Mit drei Wochen werden die Jungvögel flügge.
Häufig brütet der Vogel zweimal im Jahr.